# Ikorodu
Ikorodu is een stad in de staat Lagos in Nigeria. De stad ligt ten noordoosten van Lagos, aan de Lagos-lagune, en grenst aan de staat Ogun. In 2022 had Ikorodu naar schatting 781.500 inwoners.
Ikorodu heeft een groot industriegebied. De stad herbergt tevens vestigingen van verschillende gevestigde Nigeriaanse banken.